# Communauté de communes de l’Auxilois
Die Communauté de communes de l’Auxilois (Schreibweise auch: Auxillois) war ein französischer Gemeindeverband mit der Rechtsform einer Communauté de communes in den Départements Pas-de-Calais und Somme der Region Hauts-de-France. Sie wurde am 31. Dezember 1998 gegründet und umfasste 16 Gemeinden. Der Verwaltungssitz befand sich im Ort Auxi-le-Château. Die Besonderheit lag in der Département-übergreifenden Struktur des Gemeindeverbandes.

## Historische Entwicklung
Am 1. Januar 2017 wurde der Gemeindeverband mit 
- Communauté de communes de la Région de Frévent,
- Communauté de communes Les Vertes Collines du Saint-Polois und
- Communauté de communes du Pernois

zur neuen Communauté de communes du Ternois zusammengeschlossen.

## Ehemalige Mitgliedsgemeinden

### Département Pas-de-Calais
1. Auxi-le-Château
2. Beauvoir-Wavans
3. Boffles
4. Buire-au-Bois
5. Fontaine-l’Étalon
6. Gennes-Ivergny
7. Haravesnes
8. Nœux-lès-Auxi
9. Le Ponchel
10. Quœux-Haut-Maînil
11. Rougefay
12. Tollent
13. Vaulx
14. Villers-l’Hôpital
15. Willencourt

### Département Somme
1. Vitz-sur-Authie